# Цветные женщины

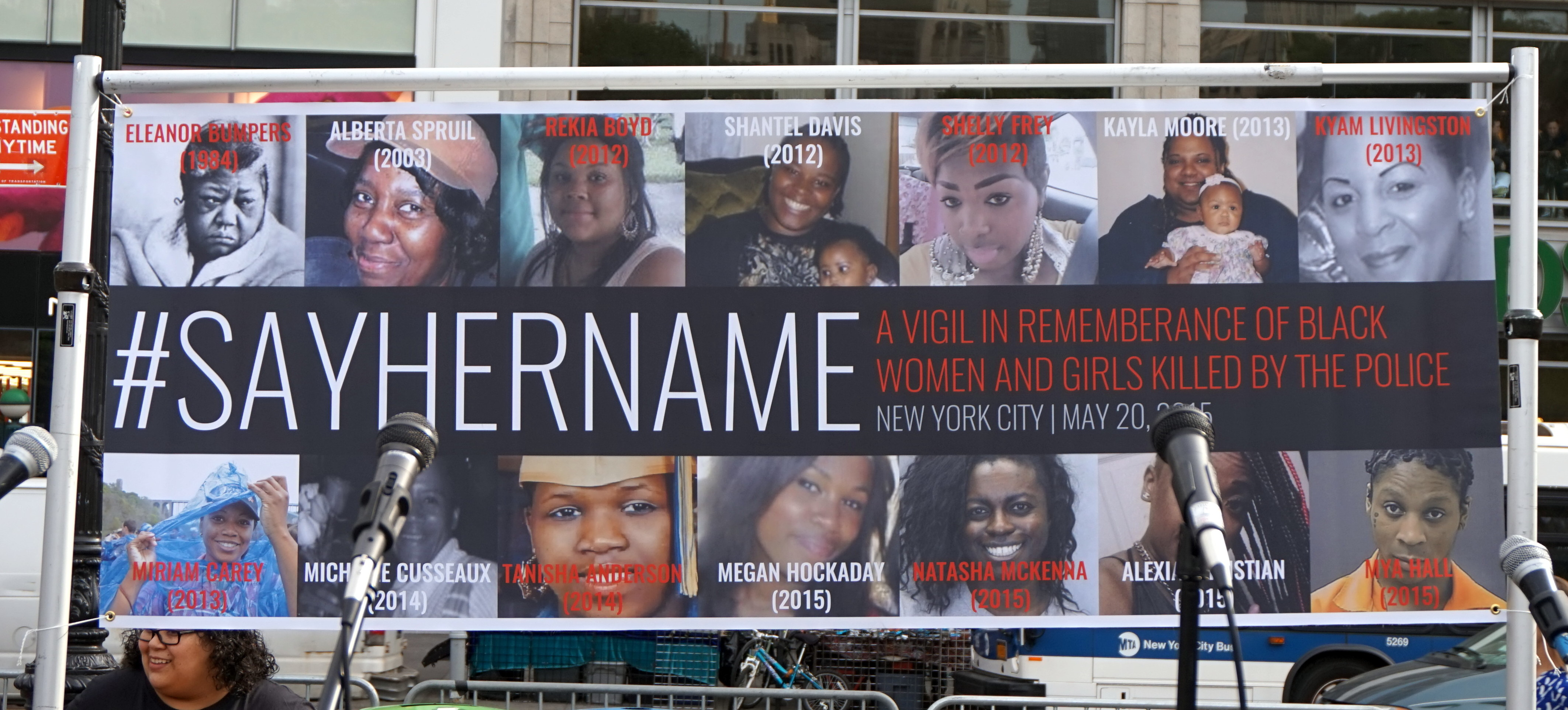
1. SayHerName, Нью-Йорк, 2015 год

Цветные женщины или небелые женщины (англ. women of color) — женщины с небелым цветом кожи. Термин может быть использован как в отношении с виду небелой женщины, так и к женщинам, принадлежащим к расовым и этническим меньшинствам, которые также могут быть угнетены по признаку своего расового происхождения. В русском языке по поводу этого термина ведутся дискуссии, поскольку словосочетание «цветной человек» отсылает к бытовым расистским высказываниям в отношении людей по их расовому или этническому признаку («чёрный», «жёлтый» и т. п.). Подобный термин необходим поскольку принимая во внимание теорию пересечений цветные женщины в своей жизни сталкиваются одновременно с двумя типами дискриминаций: сексизмом и расизмом. Исходя из этого они имеют более высокие риски стать пострадавшими от насилия чем белые женщины, а значит, нуждаются в большем количестве защиты их прав, и поддержке, со стороны школ, государств, социальных организаций и прочих институтов которые помогают поддерживать и поддерживают должный уровень жизни людей с помощью просвещения их и их окружения о неприемлемости насилия и дискриминаций, непосредственной материальной, физической и экономической помощи и юридической защите их человеческих прав. Так, шансы чернокожей американской женщины быть убитой полицией возрастают в полтора раза по сравнению с белой женщиной. В США наряду с Black Lives Matter существует общественное движение #SayHerName, призывающее предотвратить жестокость полиции в адрес цветных женщин.

## История
Понятие «цветные женщины» («women of color») было впервые широко представлено на обсуждение общественности группой чернокожих активисток на Национальной женской конференции 1977 года в Техасе, США и использовалось как способ описать солидарность не-белых женщин, согласно Лоретте Росс представляющую собой не «биологическую судьбу», а политическое действие по самоидентификации.